# Brock Purdy
Brock Purdy (Queen Creek, Arizona, Estados Unidos; 27 de diciembre de 1999) es un jugador profesional de fútbol americano. Juega en la posición de quarterback y actualmente milita en los San Francisco 49ers de la National Football League (NFL).
Jugó a nivel universitario cuatro años en Iowa State antes de ser elegido por los 49ers en el último puesto del Draft de la NFL de 2022, siendo el Mr. Irrelevant de ese año.

## Biografía
Brock Purdy nació el 27 de diciembre de 1999 en Queen Creek, Arizona. Es el hijo mediano de Shawn y Carrie Purdy. Comenzó a jugar a fútbol americano en el Instituto Perry de Gilbert. En 2017 fue elegido por el The Arizona Republic como el mejor jugador de fútbol americano de instituto del estado de Arizona. En febrero de 2018, se comprometió con la Universidad Estatal de Iowa.
Tiene una hermana mayor llamada Whitney y un hermano menor llamado Chubba que juega como quarterback en Nebraska tras jugar previamente en Florida State.

## Carrera

### Universidad

#### Estadísticas
| Año   | Equipo     | Partidos | Partidos | Partidos | Pase | Pase  | Pase | Pase   | Pase | Pase | Pase  | Carrera | Carrera | Carrera | Carrera |
| Año   | Equipo     | PJ       | PT       | Récord   | Cmp  | Att   | Pct  | Yardas | TD   | Int  | Rtg   | Att     | Yardas  | Avg     | TD      |
| ----- | ---------- | -------- | -------- | -------- | ---- | ----- | ---- | ------ | ---- | ---- | ----- | ------- | ------- | ------- | ------- |
| 2018  | Iowa State | 10       | 8        | 6-2      | 146  | 220   | 66.4 | 2,250  | 16   | 7    | 169.9 | 100     | 308     | 3.1     | 5       |
| 2019  | Iowa State | 13       | 13       | 7-6      | 312  | 475   | 65.7 | 3,982  | 27   | 9    | 151.1 | 93      | 249     | 2.7     | 8       |
| 2020  | Iowa State | 12       | 12       | 9-3      | 243  | 365   | 66.6 | 2,750  | 19   | 9    | 142.1 | 87      | 382     | 4.4     | 5       |
| 2021  | Iowa State | 13       | 13       | 7-6      | 292  | 407   | 71.7 | 3,188  | 19   | 8    | 149.0 | 85      | 238     | 2.8     | 1       |
| Total | Total      | 48       | 46       |          | 993  | 1,467 | 67.7 | 12,170 | 81   | 33   | 151.1 | 365     | 1,177   | 3.2     | 19      |

### NFL

#### San Francisco 49ers

##### 2022
Purdy fue seleccionado por los San Francisco 49ers en el último puesto del Draft de la NFL de 2022, convirtiéndose en el Mr. Irrelevant de ese año. Arrancó la temporada como tercer quarterback del equipo, por detrás de Trey Lance y Jimmy Garoppolo. Ascendió al puesto de suplente tras una lesión de tobillo de Lance en la segunda jornada que le hizo causar baja para el resto de la temporada. Debutó el 10 de octubre contra los Carolina Panthers hincando la rodilla para poner fin al partido. Lanzó sus primeros pases como profesional el 23 de octubre ante los Kansas City Chiefs sustituyendo a Garoppolo en el último drive del partido. Completó cuatro de los nueve lanzamientos que intentó y logró un total de 66 yardas y una intercepción.
El 4 de diciembre, ante Los Delfines de Miami Garoppolo sufrió una grave lesión en el pie izquierdo y fue reemplazado por Purdy. Terminó el partido firmando 25 de 37 en pases para 210 yardas, dos touchdowns y una intercepción. Los 49ers vencieron 33-17 a los Dolphins y Purdy se convirtió en el primer Mr. Irrevelant en lanzar un pase de touchdown en toda la historia de la NFL. Tras confirmarse que Garoppolo iba a perderse lo que quedaba de campaña, Purdy fue nombrado QB titular de los 49ers. 
En la final de la NFC, contra los Philadelphia Eagles, sufrió una lesión en el codo derecho durante el primer drive de su equipo y tuvo que ser reemplazado por Josh Johnson. Sin embargo, Johnson sufrió una conmoción cerebral en el tercer cuarto y Purdy tuvo que reingresar en el partido a pesar de no estar en condiciones de lanzar el balón. Los Eagles vencieron 31-7 a los Niners. Tras el partido, Purdy fue diagnosticado con un desgarre del ligamento del codo. La operación lo mantuvo seis meses de baja.

##### 2023
Durante el verano de 2023, Purdy fue designado quarterback titular de los 49ers por delante de Sam Darnold y Trey Lance, que posteriormente acabó traspasado a los Dallas Cowboys. 

## Estadísticas

### Temporada regular
| Año   | Equipo | Partidos | Partidos | Partidos | Pase | Pase | Pase | Pase  | Pase | Pase | Pase | Pase  | Carrera | Carrera | Carrera | Carrera |
| Año   | Equipo | PJ       | PT       | Récord   | Comp | Att  | Pct  | Yds   | Avg  | TD   | Int  | Rate  | Att     | Yds     | Avg     | TD      |
| ----- | ------ | -------- | -------- | -------- | ---- | ---- | ---- | ----- | ---- | ---- | ---- | ----- | ------- | ------- | ------- | ------- |
| 2022  | SF     | 9        | 5        | 5-0      | 114  | 170  | 67.1 | 1,374 | 8.1  | 13   | 4    | 107.3 | 22      | 13      | 0.6     | 1       |
| Total | Total  | 9        | 5        | 5-0      | 114  | 170  | 67.1 | 1,374 | 8.1  | 13   | 4    | 107.3 | 22      | 13      | 0.6     | 1       |

### Playoffs
| Año   | Equipo | Partidos | Partidos | Partidos | Pase | Pase | Pase | Pase | Pase | Pase | Pase | Pase  | Carrera | Carrera | Carrera | Carrera |
| Año   | Equipo | PJ       | PT       | Récord   | Comp | Att  | Pct  | Yds  | Avg  | TD   | Int  | Rate  | Att     | Yds     | Avg     | TD      |
| ----- | ------ | -------- | -------- | -------- | ---- | ---- | ---- | ---- | ---- | ---- | ---- | ----- | ------- | ------- | ------- | ------- |
| 2022  | SF     | 3        | 3        | 2-1      | 41   | 63   | 65.1 | 569  | 9.0  | 3    | 0    | 109.8 | 7       | 24      | 3.4     | 1       |
| Total | Total  | 3        | 3        | 2-1      | 41   | 63   | 65.1 | 569  | 9.0  | 3    | 0    | 109.8 | 7       | 24      | 3.4     | 1       |